# Neville Lancelot Goddard

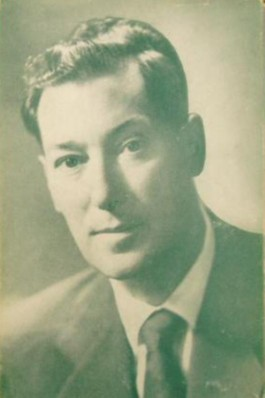
Neville Goddard

Neville Lancelot Goddard (Saint Michael, 19 febbraio 1905 – West Hollywood, 1º ottobre 1972) è stato uno scrittore barbadiano.

## Biografia
Neville Lancelot Goddard nacque il 19 febbraio 1905 a St. Michael, Barbados, figlio di Joseph Nathaniel Goddard, un commerciante di stirpe ebrea, e Wilhelmina Hinkinson. Neville era il quarto figlio di una famiglia di nove maschi e una femmina. Si trasferì negli Stati Uniti per studiare arti dello spettacolo all'età di diciassette anni (nel settembre 1922), e mentre era in tournée con il suo corpo di ballo in Inghilterra, iniziò ad interessarsi di metafisica, dopo aver appreso dell'argomento durante un colloquio con uno scozzese che gli prestò alcuni libri sui poteri della mente. Al suo ritorno negli Stati Uniti, lasciò l'industria dello spettacolo per dedicarsi a tempo pieno allo studio degli aspetti della mente e dello spirito.
Il suo interesse si intensificò dopo aver incontrato Abdullah, che predicava un'antica forma di cristianesimo.
Neville assistitette a uno dei sermoni di Abdullah, su insistenza di un amico. Neville una volta disse: “Ricordo ancora la prima notte in cui ho incontrato Abdullah. Ero volutamente riluttante a partecipare alle loro riunioni, perché un uomo, del cui giudizio non mi fidavo, insistette perché partecipassi. Alla fine di quell'incontro, Abdullah mi si è avvicinato e mi ha detto: 'Neville, sei in ritardo di sei mesi. Sorpreso, gli ho chiesto come faceva a sapere il mio nome, e lui ha risposto: “I fratelli mi hanno detto sei mesi fa che saresti venuto. E aggiunse: “Resterò qui finché non imparerai tutto quello che ho da insegnarti, e poi me ne andrò - Da tempo desiderava andarsene, ma aveva deciso di aspettarmi».
Dopo questo incontro, Neville studiò con Abdullah, imparando l'ebraico, la Cabala ebraica e i significati segreti delle Sacre scritture.
Dopo aver viaggiato negli Stati Uniti, Neville si stabilì definitivamente a Los Angeles, dove, a partire dagli anni '50, tenne una serie di conferenze alla radio, alla televisione, oltre che in teatri, auditorium e luoghi pubblici.
Neville Goddard è stato un insegnante profondamente influente. Si dedicò a illustrare gli insegnamenti della verità psicologica nascosti negli insegnamenti biblici e a risvegliare la consapevolezza del vero significato che gli antichi intendevano portare al mondo, il cui vero messaggio era rivelato tramite conoscenze esoteriche piuttosto che attraverso il testo essoterico.

## Opere
- Al Tuo Comando (1939)[1]
- La Tua Fede È La Tua Fortuna (1941)[2]
- Libertà Per Tutti —Un'Applicazione Pratica Della Bibbia (1942)[3]
- I Sentimenti Sono Il Segreto (1944)[4]
- Preghiera —L'Arte Di Credere (1946)[5]
- Fuori Da Questo Mondo (1949)[6]
- L'Uso Creativo Dell'Immaginazione (1952)[7]
- Il Potere Della Consapevolezza (1952)[8]
- L'Immaginazione Risvegliata (1954)[9]
- Il Tempo Della Semina E Il Tempo Del Raccolto (1956)[10]
- La Legge E La Promessa (1961)[11]